# 牛僧孺
牛僧孺（779年—848年），字思黯，隴西人。是唐朝著名大臣，牛李黨爭的牛派領袖，領導科舉新秀進士對抗士族李派。
一般認為牛僧孺是古典小說《玄怪錄》的作者。

## 生平
牛僧孺是隋代僕射（相當於宰相）牛弘的後代。曾祖牛休充。祖父牛紹。父親牛幼聞；母親周氏。
唐貞元二十一年（805年）進士，歷相唐穆宗、唐敬宗兩朝，元和三年（808年）應賢良方正科對策第一。元和年间，历任监察御史、考功员外郎等职。
元和十五年（820年）正月，穆宗即位，授以库部郎中知制诰，十一月，改御史中丞，以“天下刑狱，苦于淹滞，请立程限”，凡有大事，大理寺限三十五日结案，“条疏奏请，按劾相继，中外肃然”。一次，宿州刺史李直臣被判死刑，穆宗出面为李直臣说情，牛僧孺堅持不准，說：“凡人不才，止于持禄取容耳。帝王立法，束缚奸雄，正为才多者。禄山、朱泚以才过人，浊乱天下，况直臣小才，又何屈法哉？”穆宗欣赏他的做法，赐以金紫之服。
长庆二年（822年），官至戶部侍郎。長慶三年（823年），韓公武家財產登記本曝光，朝廷官員大多接受過韓家的賄賂。本上有一處用紅筆小字記：“某年某月某日，送戶部牛侍郎錢一千萬，拒而不收。”

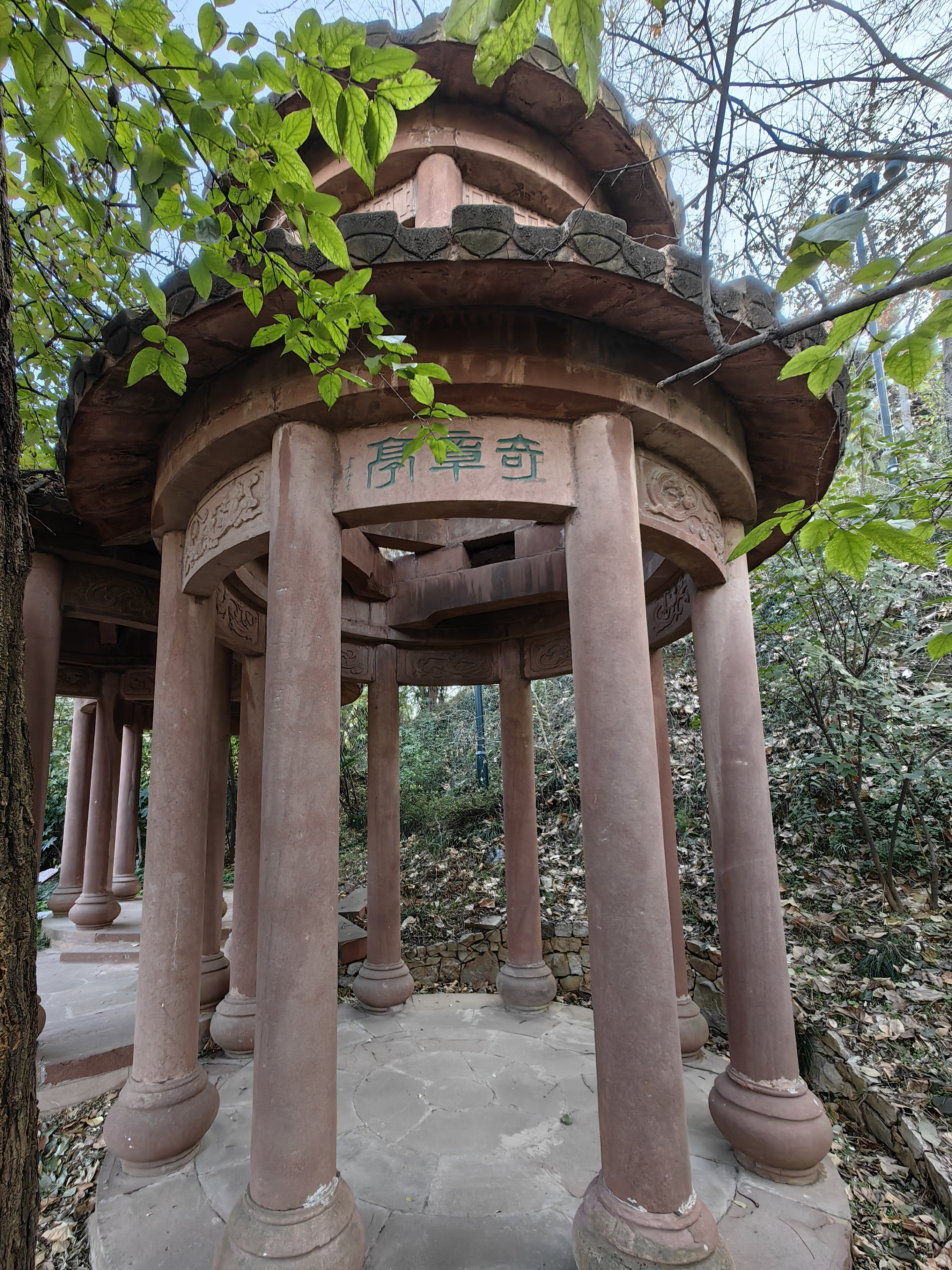
黄鹤楼公园内的奇章亭，为纪念武昌军节度使牛僧孺而建

长庆四年（824年），唐敬宗即位，为中书侍郎。敬宗荒淫無道，僧孺数次上表求任外职，任鄂州刺史、武昌军节度使、鄂岳蕲黄观察使。
太和三年（829年），李宗闵向文宗推荐牛僧孺，召为兵部尚书。由於早期與皇甫湜、李宗閔批評了宰相李吉甫，李吉甫被貶淮南節度使，李吉甫之子李德裕遂與之相惡。
牛僧孺與李逢吉、李宗閔等引為一黨，李德裕亦廣結朝士以相磨軋。以牛僧孺、李德裕分別為首的兩大派系，互相爭權。牛僧孺當權時，李系官僚被放逐邊疆；李德裕當權，牛系官僚也被驅逐到邊疆。史稱“牛李黨爭”。文宗曾有“去河北賊易，去朝廷朋黨難”的感慨。後來不管牛黨或李黨都必須跟宦官合作，倚靠宦官提拔。
會昌二年（842年）回鹘乌介可汗进犯大同、雲州等地，牛僧孺奏称“今百僚议状，以固守关防，伺其可击则用兵。”李德裕却认为“守险示弱，虏无由退，击之为便”，武宗采纳了李德裕的辦法，反击回鹘，獲得勝利。
会昌三年（843年），澤潞節度使刘稹叛亂，李德裕上奏刘稹之叛乃牛僧孺、李宗闵二人之罪，牛僧孺被貶汀州刺史，十一月又貶循州（今广东惠州市东）員外長史，李宗闵同时被贬。
會昌六年（846年），唐宣宗即位，白敏中当政，李黨紛紛被斥。大中元年（847年），牛僧孺被召還朝，為太子少師，分司东都，“池台琴酒，逍遥自娱”；同時，李德裕被貶為崖州（今海南島瓊山東南）司戶，后死於貶所。牛李黨爭最終以牛黨獲勝而告終。
大中二年（848年）十二月二十九日，牛僧孺病故于东都城南别墅。《舊唐書》稱其身後贈太子太師，諡曰文貞，《新唐書》則稱其身後贈太尉，諡曰文簡。

## 家庭

### 夫人
- 陇西辛氏，检校工部尚书、昭义军节度使、御史大夫、澤潞礠邢洺观察使辛祕次女[2]有五男六女

### 子女
- 牛蔚，字大章，檢校兵部尚書、興元尹
  - 牛微，字深之
  - 牛循，字晦之
    - 牛希逸，字景華

  - 牛徽，字勛美，太子賓客、奇章男
- 牛藂，字表齡，吏部尚書
  - 牛嶠，字松卿
    - 牛希济，重孙，牛嶠之姪。
- 牛奉倩，洛陽尉
- 牛氏，嫁苗愔。
- 牛氏，嫁張希復，后为秦国太夫人。
- 牛氏，嫁張洙。
- 牛氏，嫁鄧叔。

其餘子女於牛僧孺亡後年歲尚輕。